# Landschaftskasse

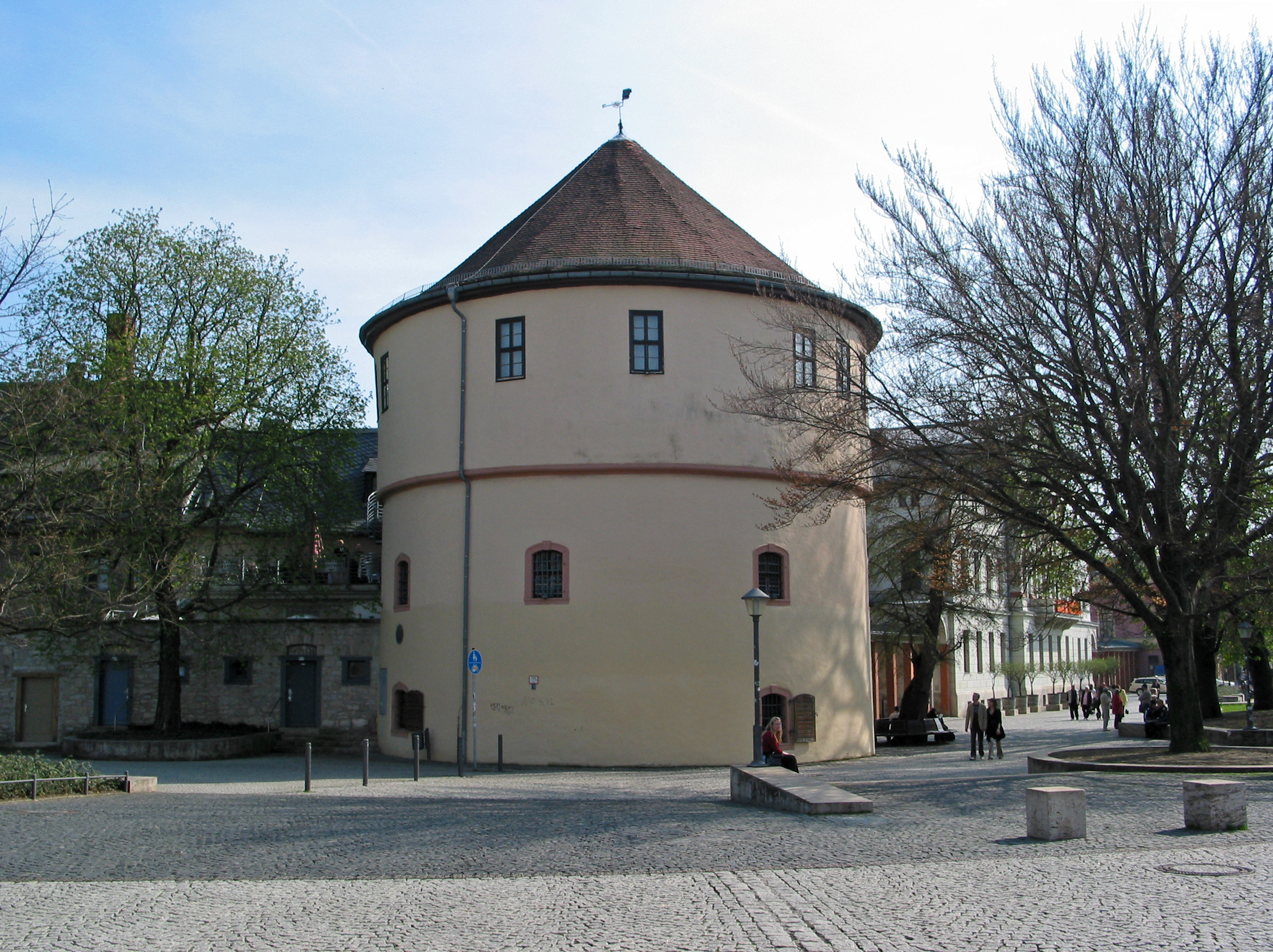
Der Kasseturm in Weimar

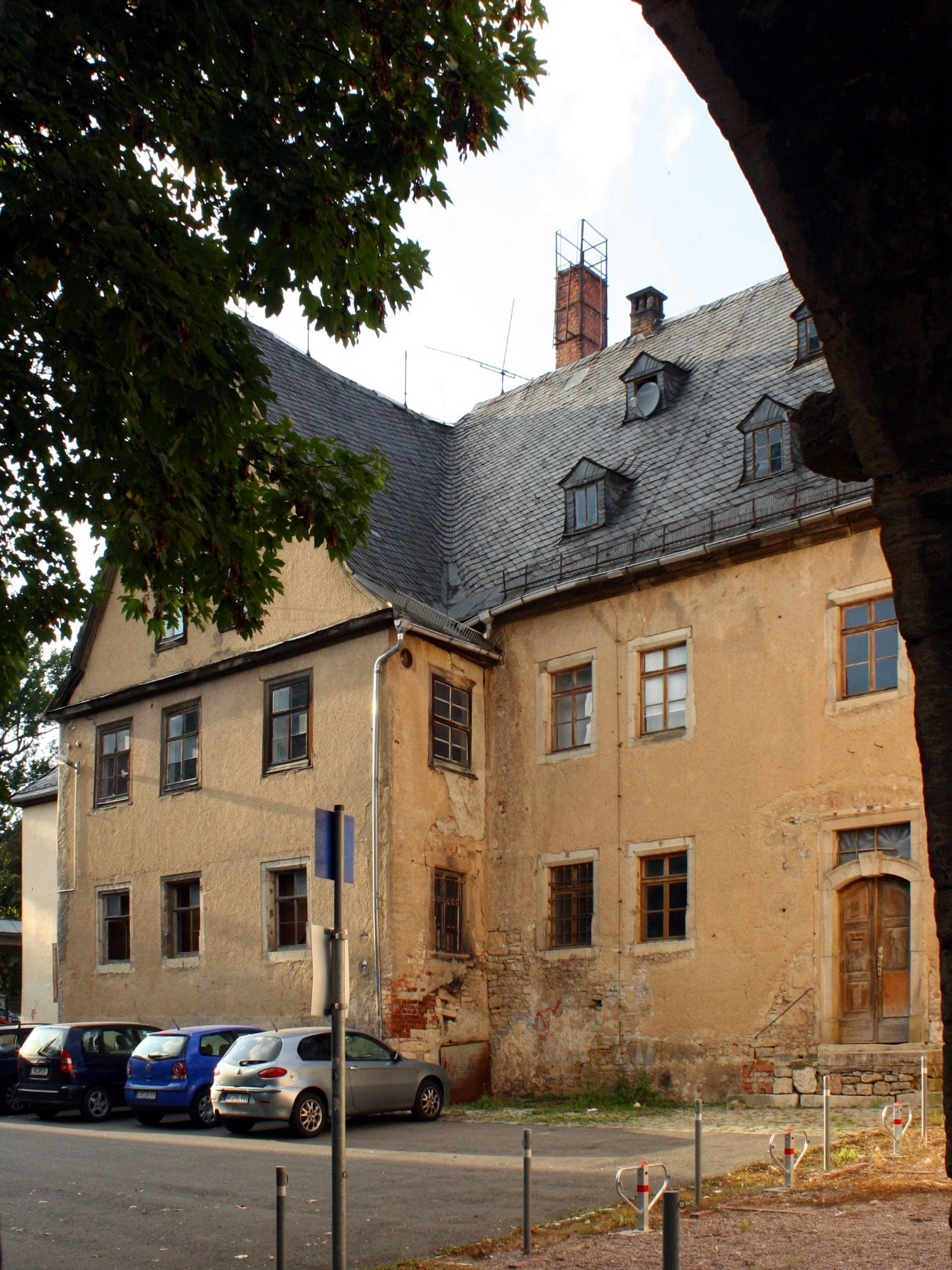
Kleine Teichgasse 8, Weimar

Die Landschaftskasse, der das Landschaftscassadirectorium bzw. das Landschaftskassedirektorium vorstand, bezeichnet eine Finanzbehörde in der Frühen Neuzeit, die die Verwaltung der Gelder der Landstände oder der sog. Landschaft (Gesamtheit der Landstände innerhalb eines Herrschaftsgebietes) innehatte. Diese fungierte auch als Kreditinstitut. In den preußischen Gebieten wie u. a. der Schlesischen Landschaft war sie eine Pfandbriefbank bzw. Hypothekenbank. Über diese wurde zudem die Steuererhebung reguliert. Die Steuereinnahmen wie auch die Verwaltung der Landschaftskasse oblagen dem Landschaftseinnehmer.

## Die Landschaftkasse in Sachsen-Weimar-Eisenach
Im Herzogtum Sachsen-Weimar-Eisenach beispielsweise hatte die Landschaftskasse ihren Sitz im sogenannten Kasseturm in Weimar bzw. dem benachbarten Gebäude Kleine Teichgasse 8, genannt der Frankesche Hof. In ihren Besitz gelangte das nach ihr benannte Kassengewölbe auf dem Jacobsfriedhof Weimar.
Einer ihrer Direktoren war zur Goethezeit Johann Siegmund von Oppel. Der Rat der Landschaftskasse, Gottfried Matthias Ludwig Schrön, war Onkel und Ziehvater von Friedrich Justin Bertuch. Ursprünglich sollte in Weimar die Landschaftskasse in dem Gebäude untergebracht werden, welches dann zum Fürstenhaus wurde. Das verhinderte der Schlossbrand von 1774. Im Gebäude Kleine Teichgasse 8 wohnte zeitweilig der herzogliche Oberstallmeister Josias von Stein und damit in unmittelbarer Nähe zum Palais Schardt, Scherfgasse 3, in welcher seine spätere Frau Charlotte von Stein geb. von Schardt wohnte.